# Thamnostylum lucknowense
Thamnostylum lucknowense är en svampart som först beskrevs av J.N. Rai, J.P. Tewari & Mukerji, och fick sitt nu gällande namn av Arx & H.P. Upadhyay 1970. Thamnostylum lucknowense ingår i släktet Thamnostylum och familjen Syncephalastraceae.   Inga underarter finns listade i Catalogue of Life.